# Alexeï Kim
Pour les articles homonymes, voir Kim.
Alexeï Rostislavovitch Kim (russe : Алексей Ростиславович Ким) né le 1958 en URSS est un général d'armée de la fédération de Russie.